# Fatima Sadiqi
Fàtima Sadiqi (en àrab, فاطمة صديقي) (Kenitra, 1953) és una professora marroquina de lingüística i estudis de gènere de la Universitat Sidi Mohamed Ben Abdellah de Fes.(1)

## Joventut
Nasqué a Kenitra, a la província marroquina d'Azilal. El seu poble amazic natal es diu Imshihn. És filla de Haj Mohamed Ben Mohamed -o Lahcen Sadiqi-, oficial militar d'origen rural, i de Hajja Fadma Bent Haj Ahmed N'ayt Bourhim. Sadiqi és la major de nou germans. Es casà amb el també lingüista Moha Ennaji i tenen tres fills.

## Educació
Sadiqi estudià a l'escola a Nador, i la secundària a Taourirt i Oujda. Del 1971 al 1976 cursà Llengua i la literatura angleses en la Facultat de Lletres de Rabat. Es llicencià en Pedagogia a l'Escola Normal Superior de Rabat, el 1977. Del 1979 al 1982, estudià lingüística teòrica en la Universitat d'Essex, a Gran Bretanya, i n'obtingué un màster amb una tesina sobre el verb amazic i es doctorà amb una tesi sobre la sintaxi de la frase complexa en amazic.(1)

## Carrera
Sadiqi és catedràtica de Lingüística i d'estudis de gènere en la Universitat Sidi Mohamed Ben Abdellah de Fes. Hi ensenya sintaxi, morfologia, fonologia, estudis de gènere, feminismes transnacionals i mitjans de comunicació. Dins la universitat fundà el primer centre d'estudis i recerques sobre dones i un programa d'estudis sobre gènere. És el primer programa sobre aquest tema al Marroc i al Magrib.
Fomenta l'estudi universitari sobre les dones amazics i la vida rural. Fou directora de la Fundació Esperit de Fes, que organitza el Festival de música sacra de Fes. Fou nomenada pel rei del Marroc membre del Consell d'administració de l'Institut Reial de la Cultura Amazic, i és experta en Nacions Unides per al gènere. Kofi Annan la designà membre del Consell Econòmic i Social de les Nacions Unides. El 2006, va fundar i dirigir al Marroc el Centre Isis per a dones i desenvolupament, i organitzà fòrums internacionals semestrals per a investigadors de tot el món sobre les dones al Mediterrani. El 2011 cofundà i dirigí l'Institut Internacional per a les Llengües i les Cultures de la Universitat Sidi Mohamed Ben Abdellah, que promou el diàleg cultural entre estudiants marroquins, europeus i estatunidencs. És la coordinadora nacional de SafetyNET, una xarxa global que lluita contra l'abús i la violència contra dones i xiquets.

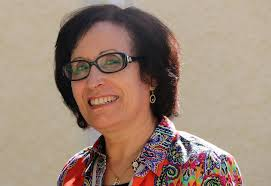
Fàtima Sadiqi

### Professora i investigadora associada
- Universitat de Washington (1991)
- Universitat d'Illinois a Urbana-Champaign (1999)
- Universitat de Mansfield (2003)
- Lasell College (2004)
- Rutgers University (2005)
- Universitat Harvard (2007)
- Universitat Estatal de Califòrnia, a Pomona (2013-2014)
- Institut d'Estudis d'Àsia i Orientals, Universitat de Zúric, professora convidada per als estudis de gènere (un semestre al 2016)[11]

### Beques
- Quatre beques Fulbright (Senior Fulbright grants)
- Premiada amb una beca de la Universitat Harvard (Escola de Teologia Harvard, 2006 - 2007) per a dirigir les recerques sobre dones i llengües al Marroc
- Beca del Woodrow Wilson Center Global (2015-2016)[12]

## Eixos de recerca
- Estudis sobre gènere i dones a Àfrica del Nord
- Feminismes transnacionals i mundials
- Estudis amazics
- Globalització i canvi social
- Ideologia de gènere dins d'Estat Islàmic[13]

## Publicacions principals
- Daesh Ideology and Women's Legal Rights, Cambridge University Press, 2017.
- Moroccan Feminist Discourses, Palgrave Macmillan, Nova York, 2016.
- Images of Women in Abdullah Bashrahil's Poetry, Arab Institute for Research and Publishing, Beirut, 2004.
- Women, Gender, and Language in Morocco, 2a edició, 2009 (1a edició, 2003), conegut per ser el primer llibre internacional sobre la llengua i el gènere a Orient Mitjà i nord d'Àfrica posat al dia per publicacions internacionals en el comité de lectura com Gender and Language, International Sociology, Journal of Pragmatics i International Studies.
- Grammaire du berbère, L'Harmattan, París, 1997, primera gramàtica sobre amazic escrita per una nadiua.
- Studies in Berber syntax: the complex sentence, Königshaussen and Neumann, Alemanya, 1986.

## Articles acadèmics més recents
- La gran absente dans les mouvements féministes marocains: la dimension berbère, en Afrique du Nord Transition et acteurs émergents, Mouvements berbères, Anna Maria Di Tolla et Ersilia Francesca (ed.), Studi Maghrebini, 2017
- Le mouvement féministe marocain (1946-2014), en Balghis Badri et Aili Tripp (éd.), Activisme des femmes en Afrique: luttes pour les droits et la représentation, Londres, 2017
- Une genèse des études sur le genre et les femmes au Maroc, en Rita Stephan et Mounira Charrad (ed.), Les femmes es lèvent, Nova York University Press, 2017.
- Perceptions des femmes sur l'islam dans le Maroc d'aujourd'hui, en Journal of Feminist Scholarship, Problème 11, tardor de 2016.
- L'émergence du féminisme Amazigh dans les Organisations Non Gouvernementales (ONG), Journal of Middle East Women's Studies, 2016, 12 (1), p. 122-125.
- Féminisation de l'autorité au Maroc (2015), en Mino Vianello et Mary Hawkesworth (éds.), Gender, Power, Democracy, Palgrave Macmillan, Nova York, 2014.
- L'organisation des femmes au Maroc à la lumière de l'après printemps arabe et d'un gouvernement islamiste, en Zeina Zaatari (éd.), Encyclopédie des femmes et des cultures islamiques, supplément XI, Mouvements politico-sociaux à base communautaire, Brill Academic Publishers, Leyden, 2015.
- Le Centre: le nouvel espace de l'après printemps arabe pour les droits des femmes, en F. Sadiqi, (éd.), Els mouvements de femmes en Afrique du Nord après le «printemps arabe», Palgrave Macmillan, Nova York, 2016.
- La marginalisation des femmes marocaines dans la société et les médias, en Ennaji, M. (éd.), Minorités et femmes en Afrique du Nord, The Red Sea Press, Trenton, 2015.
- Politiques berbère et linguistique dans le système éducatif marocain, en Moha Ennaji (éd.), Multiculturalism and Democracy in North Africa, Routledge, Londres, 2014.
- Le potentiel intérieur: l'ijtihad progressif dans la pratique des jugements des juges marocains sur le divorce Shiqaq (discorde), en Elisa Ada Giunchi (ed.), Adjucating Family Law in Muslim Courts, Routledge, Londres, 2013.
- Les ONG de femmes et la lutte pour la démocratie au Maroc, a Gàl·lia Golan et Walid Salem (éds.), Acteurs non étatiques au Moyen-Orient, Facteurs de paix et de démocratie, Routledge, Londres, 2013.
- Les femmes et l'islam au Maroc,The Oxford Encyclopedia of Islam and Women, Oxford University Press, 2013.

## Articles en els mitjans de comunicació internacionals
- Le genre au cœur de la nouvelle constitution marocaine, article escrit per a Common Ground News i traduït a diverses llengües, 6 de setembre del 2011.
- Les femmes nord-africaines au premier pla de la réforme juridique, article escrit per a Common Ground News i traduït a diverses llengües,10 de novembre del 2010.
- Morocco's Veiled Feminists (traduït a diverses llengües), Project Syndicate, 25 de maig del 2006.
- Le problème de l'état islamique avec les femmes, escrit per a Project Syndicate, 8 de setembre del 2016.

## Activitats mediàtiques
- Égalité des sexes et islam, entrevistada per Santorri Chamley, New African Magazine, juny de 2011.
- El Fol Espoir des Berbères, Le Point, 2 de juny del 2011.
- La Méthode de Freedom House, entrevistada per Jeune Afrique, 23 de març del 2010.
- Maroc: droits des femmes, documental i entrevista en <i id="mw1Q">CNN</i>, Nova York, 30 de juny del 2009.
- Ressons femenins (en àrab), Ràdio Médi 1, 9 de gener del 2009.
- Modifications du droit de la famille au Maroc, entrevista, Every woman Program, Al Jazeera Internacional, Doha (Catar), 7 de març del 2008.
- Comment je suis devenue une voix de leader pour les femmes marocaines, entrevistada per Saundra Satterlee, Guardian Weekly, Londres, 4 de gener del 2008.
- Paroles de femmes. Une universitaire-activiste marocaine relie la langue et le pouvoir, entrevistada per Aimee Dowl, Ms Revista, estiu del 2007.
- Débat télévisé amazigh: discussion sur la culture et la politique amazighes (berbères), març del 2007.
- Débat ràdio: islam et féminisme (amb Amina Wadud, Estats Units i Ziba Mir-Husseini, Anglaterra), Amsterdam, Ràdio Indymedia, 19 de maig del 2005.